# Ligne de tramway 510/1
Pour les articles homonymes, voir Ligne 510.
Ne doit pas être confondu avec Ligne de tramway 510/2 ou Ligne de tramway 510/3.
La ligne 510/1 est une ancienne ligne du tramway vicinal de Poix de la Société nationale des chemins de fer vicinaux (SNCV) qui reliait Bouillon à Paliseul entre 1890 et 2 juin 1957.

## Histoire
12 octobre 1890 : mise en service entre la gare de Paliseul et la station vicinale de Bouillon ; exploitation par la SA pour l'Exploitation des Chemins de Fer Regionaux en Belgique (CFRB); traction vapeur; capital n°34.
1899 : reprise de l'exploitation par la SA des Chemins de Fer Provinciaux (CFP).
1900 : reprise de l'exploitation par la société Renkin de Marloie (Renkin).
1907 : cession de l'exploitation à la SA du Chemin de fer vicinal Saint-Hubert - Bouillon et extensions (HB).
1920 : reprise de l'exploitation par la SNCV.
16 juillet 1955 : exploitation partiellement reprise par autobus.
2 juin 1957 : suppression du service voyageurs.
1er juin 1960 : suppression du transport de marchandises.

## Infrastructure

### Voies et tracé
Longue de 15,290 km, la ligne suivait d'assez près le tracé des routes de Paliseul à Menuchenet (actuelle N899) et de Menuchenet à Noirefontaine (actuelle N89). Le carrefour de Menuchenet en lui-même était toutefois évité par l'ouest. La descente de Noirefontaine vers la station de Bouillon se faisait en site propre, par une voie particulièrement sinueuse.

### Dépôts et stations
- D : dépôt ;
- S : station ;
- Sf : si la station sert de gare frontalière ;
- Sp : si la station est établie dans un bâtiment privé le plus souvent un café ou plus rarement une habitation privée.

| Illustration | Nom      | Type | Commune  | Province   | Localisation                | État                            | Remarques |
| ------------ | -------- | ---- | -------- | ---------- | --------------------------- | ------------------------------- | --------- |
|              | Bouillon | DS   | Bouillon | Luxembourg | 49° 47′ 27″ N, 5° 04′ 06″ E | Hors service, en partie démoli. |           |
|              | Paliseul | S    | Paliseul | Luxembourg | 49° 53′ 43″ N, 5° 07′ 05″ E | Hors service.                   |           |